# Utogrund
Utogrund – wielofunkcyjny stadion w Zurychu, w Szwajcarii. Został otwarty w 1912 roku. Może pomieścić 2850 widzów. Swoje spotkania na stadionie rozgrywają piłkarze klubu SC Young Fellows Juventus. W latach 1912–1925 na arenie występowali również zawodnicy FC Zürich. 27 czerwca 1920 roku na obiekcie odbył się towarzyski mecz międzypaństwowy Szwajcaria – Niemcy (4:1).